# Clarks Hill (Indiana)
Clarks Hill é uma cidade  localizada no estado americano de Indiana, no Condado de Tippecanoe.

## Demografia
Segundo o censo americano de 2000, a sua população era de 680 habitantes.
Em 2006, foi estimada uma população de 665, um decréscimo de 15 (-2.2%).

## Geografia
De acordo com o United States Census Bureau tem uma área de
0,7 km², dos quais 0,7 km² cobertos por terra e 0,0 km² cobertos por água.

## Localidades na vizinhança
O diagrama seguinte representa as localidades num raio de 16 km ao redor de Clarks Hill.